# Американо-пакистанские отношения
Американо-пакистанские отношения — двусторонние отношения между США и Пакистаном. Дипломатические отношения между странами были установлены в 1947 году.

## История

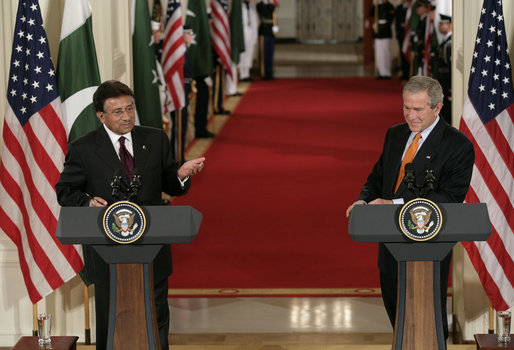
Первез Мушарраф и Джордж Буш в Белом доме в 2006 году.

Соединенные Штаты установили дипломатические отношения с Пакистаном в 1947 году, после раздела Британской Индии. У этих двух стран общие интересы в поддержании мира и стабильности в Южной Азии. В условиях холодной войны с Советским Союзом, Соединенными Штатами предоставлялась военная помощь Пакистану для модернизации его вооружённых сил. Однако, после начала ядерной программы Пакистана в 1990 году, США приостановили военную помощь союзнику.
После терактов Аль-Каиды 11 сентября 2001 года, США перешли к более тесному сотрудничеству с Пакистаном для ликвидации террористического движения в Южной Азии. Пакистан пообещал сотрудничать с США в борьбе с терроризмом, включая поиск и уничтожение лагерей по подготовке террористов на территории Пакистана, расправляться с экстремистскими группами и прекращению поддержки режима талибов в Афганистане. В ответ Соединенные Штаты возобновили тесное сотрудничество с пакистанскими военными и правоохранительными органами. В 2004 году США назвали Пакистан одним из основных союзников вне НАТО.
С 2001 года Пакистан оказывает США помощь в борьбе с терроризмом, захватив более 600 боевиков Аль-Каиды. В мае 2011 года лидер Аль-Каиды Усама бен Ладен был убит силами США в Абботтабаде. В ноябре 2011 года в результате ошибочного удара вертолёта НАТО погибло 24 пакистанских солдата. В ответ парламент Пакистана в апреле 2012 года пересмотрел отношения с США, запретив транзит военных грузов в Афганистан через свою территорию. В настоящее время Соединенные Штаты продолжают сотрудничать с Пакистаном и стремятся к развитию двусторонних отношений на основании общих стратегических интересов.

## Помощь США Пакистану
В октябре 2009 года конгресс США принял закон о расширенном партнерстве с Пакистаном (часто упоминается как закон «Керри-Лугара-Бермана», в честь его авторов) с целью продемонстрировать долгосрочную приверженность США к сотрудничеству с пакистанцами. С 2009 по август 2012 года, США выделили около 2,9 млрд. долларов США на материальную помощь Пакистану, в том числе почти 1 млрд долларов для оказания чрезвычайной гуманитарной помощи после серии наводнений в 2010 и 2011 годы.
Материальная помощь Пакистану от США ориентирована на пять приоритетных направлений: энергетика, экономический рост, обеспечение внутренней стабильности, образование и здравоохранение. Эти области были определены в ходе консультаций с правительством Пакистана.

## Двусторонние экономические отношения
В 2009 году экспорт Пакистана для всех стран мира был оценен в 17.87 млрд, а импорт на 28.31 миллиардов долларов. В 2008 году на долю США приходилось 16 % экспорта Пакистана и почти 5 % импорта, что делает США вторым по величине торговым партнёром Пакистана. В 2010 году крупные инвестиции США были вложены в разведку нефти и газа на территории Пакистана, развитию энергетики, торговли, строительства, производству продуктов питания и химических веществ.

## Проблемы
Как отмечает сотрудник Института Брукингса Стивен Коэн, США стремятся к установлению дружественных отношений одновременно и с Пакистаном и с Индией, которые «остаются друг для друга главными соперниками», и «чем больше мы сближаемся с Индией, тем больше это тревожит пакистанцев».